# Will & Grace
Will & Grace er en amerikansk tv-serie, der oprindeligt kørte på NBC fra 21. september 1998 til 18. maj 2006. Serien omhandler de to bedstevenner: den homoseksuelle advokat Will og den selvstændige indretningsdesigner Grace. Efter at have brudt med kæresten flytter Grace "midlertidigt" ind hos Will. Efter kort tid vender kæresten tilbage, men Grace ender med permanent at blive boende.
Med i serien er også Wills tidligere roommate den homoseksuelle sanger, skuespiller, model mv. Jack og Graces alkoholiserede, modefanatiske og overdrevent rige assistent Karen, som er gift med den meget overvægtige og meget, meget velhavende Stan, som man aldrig møder.
Serien handler om deres liv, op- og nedture, søgen efter kærlighed, Graces bryllup osv.
Seriens charme bunder i de mange ekstreme og fascinerende personligheder.

## Personer
William "Will" Truman – Seriens ledende homoseksuelle karakter. Født i 1966 i Connecticut, USA, og er ifølge Grace en WASP. Han er advokat, og har en tendens til at have rengøringsvanvid, ville bestemme og være en smule kontrollerende. Han har været bedste venner med Grace siden 1986, og er også bedste venner med Jack. Han er også venner med Karen.

Grace Elizabeth Adler – Seriens ledende kvindelige karakter. Født i 1967 i Schenectady, New York, USA. Hun er jødisk og arbejder som indretningsarkitekt med sit eget mere eller mindre succesfulde firma, og er kendt for hendes flade bryst, hendes store røde hår, og for at spise meget. Hun har været bedste venner med Will siden 1986, og er også gode venner med Karen og Jack.

John Phillip "Jack" McFarland – Født i 1969. Han er det stik modsatte af Will, da han er meget åben omkring sin seksualitet, og er meget flamboyant. Han arbejder stort set aldrig, grundet at han er mere eller mindre talentløs og doven, og han lever af penge fra Will og hans mor. Han er også mere promiskuøs, og dater tit flere personer af gange, hvilket som regel ender med forhold der kun holder et par dage. Han er bedste venner med Will og Karen, og er også venner med Grace.

Karen Delaney St. Croix Popeil Finster Walker – Født i 1959. Karen har været gift 4 gange, men hendes mest kendte ægteskab er nok med den meget rige og eftersigende ekstremt fede mand, Stan Walker, som man aldrig ser. Hun er kendt for at drikke og tage piller konstant, være meget rig, og for hendes mange syrlige bemærkninger og fornærmelser af andre. Hun er bedste venner med Jack, og er også gode venner med Grace og Will.

## Medvirkende
- Eric McCormack – Will Truman
- Debra Messing – Grace Adler
- Megan Mullally – Karen Walker
- Sean Hayes – Jack McFarland
- Shelley Morrison – Rosario Salazar (Karens udenlandske og fascinerende hushjælp)

## Produktion
Selvom serien foregår i New York City, er den optaget i Los Angeles

## Priser
Tv-serien er blevet nomineret til 27 Golden Globes. 51 vundne & 161 nominerede. Alle de fire hovedroller (Eric, Debra, Sean og Megan) har også vundet en Emmy for deres rolle i henholdsvis 2000, 2001, 2003 og 2006, og serien vandt også en Emmy for "Bedste Komedie Serie" i 2000.[kilde mangler]